# Língua sarikoli

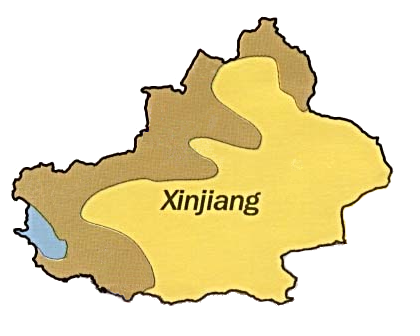
Região Sarikoli em Xinjiang (em azul)

A línguagem Sarikoli (também Sariqoli, Selekur, Sarikul, Sariqul) faz parte das línguas pamir subgrupo dos línguas iranianas do sudeste, sendo é falada pelos tadjiques da China. Na China é referida como "língua Tadjique", embora seja diferente da real língua tadjique falada no Tadjiquistão.

## Escrita
O Sarikoli usa a escrita árabe, havendo, porém, uma forma do alfabeto latino desenvolvido para a língua com 11 símbolos para sons vogais e  29 para sons consoantes.
Usa a escrita árabe, havendo, porém, uma forma do alfabeto latino desenvolvido para a língua com 11 símbolos para sons vogais e  29 para sons consoantes

## Fonologia

### Vogais
Vogais Sarikoli conforme se usam em artigos em língua russa (indicações IPA):
a [a], e [e], ɛy [ɛi̯] (dialetal æy ou ay [æi̯ / ai̯]), ɛw [ɛu̯] (dialetal æw ou aw [æu̯ /au̯]), ə [ə], i [i], o [o / ɔ], u [u], ы [ɯ] (dialectal ů [ʊ]). Em alguns dialetos se veem as vogais - r: ā, ē, ī, ō, ū, ы̄, ǝ̄.

### Consoantes
Sarikoli tem 29 consoantes:
Consoantes do Sarikoli Iraniano conforme se usam em artigos em língua russa (indicações IPA):
p /p/, b /b/, t /t/, d /d/, k /k ~ c/, g /ɡ ~ ɟ/, q /q/, c /ts/, ʒ /dz/, č /tɕ/, ǰ /dʑ/, s /s/, z /z/, x̌ /x/, γ̌ /ɣ/, f /f/, v /v/, θ /θ/, δ /ð/, x /χ/, γ /ʁ/, š /ɕ/, ž /ʑ/, w /w/, y /j/, m /m/, n /n / ŋ/, l /l/, r /r/

### Tonicidade
A maioria das palavras têm a última sílaba como tônica ; uma minoria recebe a acentuação na primeira sílaba. Além disso, várias declinações de substantivos e inflexões de verbos apresentam tonicidade na primeira sílaba, como nos casos do modo imperativo  e modo interrogativo.

## Vocabulário
Mesmo com muitas das palavras Sarikoli se pareçam muito com aquelas de língua Iranianas Orientais, há muitas palavras também relacionadas à língua Shughni e que não existem nas línguas Iranianas Orientais, tais como Wakhi, Pashto ou Avestano.
| Português | Persa          | Tadjique        | Wakhi   | Pashto                | Shughni | Sarikoli | Avéstica                |
| um        | jæk (یک)       | jak (як)        | ji      | jaw (يو)              | jiw     | iw       | aēva-                   |
| carne     | ɡuʃt (گوشت)    | ɡuʃt (гушт)     | ɡuʂt    | ɣwaxa, ɣwaʂa (غوښه)   | ɡuːxt   | ɡɯxt     | ?                       |
| filho     | pesær (پسر)    | pisar (писар)   | putr    | zoi (زوی)             | puts    | pɯts     | putra                   |
| fogo      | ɒteʃ (آتش)     | otaʃ (оташ)     | rɯχniɡ  | or (اور)              | joːts   | juts     | âtar                    |
| água      | ɒb (اب)        | ob (об)         | jupk    | obə (اوبه)            | xats    | xats     | aiwyô, ap               |
| mão       | dæst (دست)     | dast (даѕт)     | ðast    | lɑs (لاس)             | ðust    | ðɯst     | zasta                   |
| pé        | pɒ (پا)        | po (по)         | pɯð     | pxa, pʂa (پښه)        | poːð    | peð      | pad                     |
| dente     | dændɒn (دندان) | dandon (дандон) | ðɯnðɯk  | ɣɑx, ɣɑʂ (غاښ)        | ðinðʉn  | ðanðun   | ?                       |
| olho      | tʃæʃm (چشم)    | tʃaʃm (чашм)    | tʂəʐm   | stərɡa (سترګه)        | tsem    | tsem     | cashman                 |
| cavalo    | æsb (اسب)      | asp (асп)       | jaʃ     | ɑs (آس)               | voːrdʒ  | vurdʒ    | aspa                    |
| nuvens    | æbr (ابر)      | abr (абр)       | mur     | urjadz (اوريځ)        | abri    | varm     | maēγa-                  |
| trigo     | ɡændom (گندم)  | ɡandum (гандум) | ɣɯdim   | ɣanam (غنم)           | ʒindam  | ʒandam   | ?                       |
| muitos    | besjɒr (بسيار) | bisjor (бисёр)  | təqi    | ɖer, pura (ډېر، پوره) | bisjoːr | pɯr      | paoiri, paoirîsh, pouru |
| alto      | bolænd (بلند)  | baland (баланд) | bɯland  | lwaɻ (لوړ)            | biland  | bɯland   | berezô, berezañt        |
| longe     | dur (دور)      | dur (дур)       | ðir     | ləre (لرې)            | ðar     | ðar      | dûra, dûrât             |
| bom       | χub (خوب)      | χub (хуб)       | baf     | xə, ʂə (ښه)           | χub     | tʃardʒ   | vohu                    |
| pequeno   | kutʃik (کوچک)) | χurd (хурд)     | dzəqlai | ləɡ, ləʐ (لږ)         | dzul    | dzɯl     | ?                       |
| dizer     | ɡoft (گفت)     | ɡuft (гуфт)     | xənak   | wajəl (ويل)           | lʉvd    | levd     | aoj-, mrû-, sangh-      |
| fazer     | kærd (کرد)     | kard (кард)     | tsərak  | kawəl (کول)           | tʃiːd   | tʃeiɡ    | kar-                    |
| ver       | did (ديد)      | did (дид)       | wiŋɡ    | winəm (وينم)          | wiːnt   | wand     | dî-                     |

## Nomenclatura
Sarikoli é chamada oficialmente de "Tadjik" (塔吉克语 Tǎjíkèyǔ)  na China, porém não é relacionada com a língua tadjique, a qual é falada no Tadjiquistão, It is also referred to as Tashkorghani, por causa de Tashkurgan, antiga capital do Reino Sarikoli (hoje o condado de Xinjiang. Porém, esse uso não é comum entre os especialistas.
As primeiras referências escritas em inglês datam dos anos 1870 e usam o termo "Sarikoli".

## Falantes
A  quantidade de falantes é da ordem 35 mil, a maIoria vivendo no Condado autônomo Tadjique de Taxkorgan situado no sul de Xinjiang, China. O nome chinês para a língua Sarikoli, bem como o nome com um topônimo, é Sèlèkùěr yǔ (色勒庫爾語). Os falantes na língua usam principalmente a língua uigur e o chinês para se comunicar com outras etnias minoritárias da área.  O demais falantes nas áreas da Caxemira controladas pelo Paquistão na fronteira China-Paquistão.
É mutualmente inteligível com a língua wahki.

## Ortografia
A língua não tem uma ortografia oficial. Gawarjon, publicação na  China, usa o  IPA para transcrever os sons Sarikoli em seus livros e dicionários. enquanto que Pakhalina, publicações na Rússia, usava o alfabeto similar ao da língua whaki']. Como a maioria das falantes Sarikoli frequentam escolas usando a língua Uigur, alguns podem ser capazes de escrever sua língua usando as escritas uigures.

## Literatura
- Arlund, Pamela S. (dezembro de 2006). «An Acoustic, Historical, and Developmental Analysis of Sarikol Tajik Diphthongs». Arlington: University of Texas. Ph.D. dissertation. Consultado em 27 de março de 2009
- Xiren Kurban; Zhuang, Shuping (janeiro de 2008). «中国塔吉克语色勒库尔方言概述/A Probe into China-Tajik Selekur Dialect» (PDF). Language and Translation: 13–19. ISSN 1001-0823. Consultado em 27 de março de 2009